# Famille de Bizemont
La famille de Bizemont est une famille subsistante de la noblesse française, originaire de Picardie. Elle est classée dans la noblesse d'extraction (preuves de 1536), bien que vraisemblablement plus ancienne (citée au XVe siècle). Elle est membre de l'ANF depuis 1942.

## Origine
La filiation suivie de cette famille d'extraction débute à Jean de Bizemont, écuyer, seigneur du Buisson, marié en 1536, donné comme probablement descendant de Mathieu de Bizemont, écuyer (appelé Le Maistre), qui vivait en 1471. Ce dernier justifia sa noblesse en produisant une sentence rendue en sa faveur en 1459 en la prévôté de Montreuil et attestant que lui et son frère Lancelot étaient de noble race et enfants du seigneur de Bizemont. La famille de Bizemont fut maintenue dans sa noblesse en 1624 et 1634.

## Seigneuries
La famille de Bizemont a possédé les seigneuries suivantes : Mandeville, Le Buisson, La Boissière, Chalambier, Le Tartre, Rochecourbeau, Gironville, Fromarville, Tignonville, Vignay, Girolles, Gaudevilliers...

## Principaux membres.
- Louise de Bizemont, gouvernante d'Isabelle de France, sœur de Saint Louis[3].
- Marie Charlotte Reine de Bizemont, Nicole Aimée Adélaïde de Bizemont et Jeanne Constance Louise de Bizemont, furent Demoiselles de Saint-Cyr (Maison royale d'éducation des jeunes filles nobles) vers 1684.
- Nicolas-Balthazar-Melchior, comte de Bizemont (1720-1796), son gendre, chevalier, seigneur de Buisson, fut colonel d'Infanterie, suivant une tradition en usage dans l'aristocratie française (source :État de la Noblesse Française Subsistance vol.17 p. 22-41 Michel AUTHIER -Alain GALBRUN.)
- André-Victor, titré marquis de Bizemont (1728-1805), Sgr de Gironville, maréchal de camp (01/03/1780), chevalier de Saint-Louis (05/03/1758).

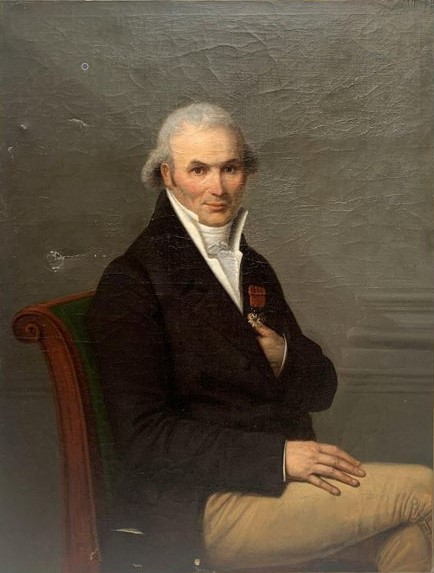
Portrait de Louis Gabriel, marquis de Bizemont, début du XIXe siècle

- Louis-Gabriel, titré marquis de Bizemont (1756-1840), maire de Gironville-sur-Essonne (1801-1837) conseiller général de Seine et Oise (1810-1837), député (1815-1820, 1827-1830), pair de France (1831).Chevalier de Saint-Louis et de la Légion d'Honneur (1828). Mousquetaire de la 2e compagnie en 1774. (Biographie des hommes remarquables du département de Seine-et-Oise 1832).
- le comte Arthur de Bizemont, en 1773, fait paraître un ouvrage sur les Familles Nobles d'Europe commandé par le Roi : Quartiers généalogiques des Illustres et Nobles familles d'Espagne, d'Allemagne, d'Iralie, de France, de Bourgogne, de Loraine et des XVII Provinces, Nouvelle edition Brussels 1773, 372 pages.
- André Gaspard Parfait, comte de Bizemont-Prunelé, chef d'escadron au régiment du Maine, adjoint au maire d'Orléans, écuyer du Roi (1782).
- Henri Charles Marie de Bizemont (1880-1961), général de brigade français issu de l'école spéciale militaire de Saint-Cyr, promotion Tchad (1901-1902), commandeur de la Légion d'honneur, croix de guerre 1939-1945.

## Alliances
Les principales alliances de la famille de Bizemont sont: de Neufville de Villeroy, de Prunelet, de Hallot, du Theil de Noriou, de Mausson de Candé, de Sailly, de Monspey, Benard de Sauveterre, d'Oyron, Le Bailly d'Inghuem, de Laumoy, de Brosse, de Martel, de Lorgeril (1798), de Gourcy, Louet de Terrouenne, du Houx de Viomesnil, Label de Lambel, de Miscault, de Cugnac-Dampierre, de Lesmerie, d'Echoisy, de Blom, Drouin de Bouville, de La Boullay de Thévray, Emé de Marcieu, Le Coulteux, Guyot de Saint-Amand, de Witte, de Robien, Giroult des Brosses, de Vion de Gaillon, Ruinart de Brimont, de Bruc, etc.

## Devises
PRUNELE, Le prénom de Parfait, qu'elle transmit sans interruption à sa descendance mâle, par ordre de primogéniture, lui fut donné par Philippe-Auguste, qui avait qualifié l'un des membres de cette famille de « Invictus, Pius et Perfectus ». (Le Cte de Bizemont par E.Davoust).
BIZEMONT, la devise  « Jungat stemma virtus »  (Chartrier Français 1867).

## Armes
- Blasonnement: D'azur, au chevron d'or, accompagné en chef de deux croissants d'argent, et en pointe d'une molette d'éperon d'or (La branche aîné ajoute en abîme un quartier aux armes de Prunelet qui sont: de gueules à six annelets d'argent, 3, 2, 1)[1].
- Supports : deux lions
- Couronne: de marquis
- Devise: Jungat

Plusieurs titres de noblesse (de courtoisie) sont encore portés chez les Bizemont: marquis, comte et vicomte. Il est à noter que le chef de la branche aîné est connu sous le titre de comte, tandis que le chef de la branche cadette est connu sous le titre de marquis.

## Pour approfondir